# 春風亭一朝
春風亭 一朝（しゅんぷうてい いっちょう、1950年12月10日 - ）は、日本の落語家。落語協会所属。本名：浮ヶ谷 克美。 出囃子は『菖蒲浴衣』。東京都足立区出身。

## 経歴
東京都立化学工業高等学校在学中の1968年3月、五代目春風亭柳朝に入門。1970年4月に前座になる。前座名：朝太郎。
1973年9月に三遊亭勝馬、柳家せん八と共に二ツ目昇進、一朝に改名。大師匠彦六が、若い頃に稽古をつけて貰っていた「三遊一朝」の名を貰っている。1980年3月、弟弟子春風亭小朝が一朝よりも先に真打に昇進する。
1982年12月に初代古今亭志ん五、七代目三遊亭圓好、四代目吉原朝馬、三代目三遊亭小金馬（勝馬改め）、柳家せん八、六代目古今亭志ん橋、立川談生、立川左談次、六代目立川ぜん馬とともに真打に昇進する。この頃師匠柳朝が脳梗塞に倒れる。
1984年 第4回国立演芸場花形新人大賞、1986年 文化庁芸術祭優秀賞を受賞。
1991年2月7日、師匠柳朝死去。
2007年3月、総領弟子朝之助が六代目春風亭柳朝を襲名し、真打に昇進する。2012年3月、二番弟子一之輔が21人抜きの大抜擢で真打に昇進する。
2013年 第30回浅草芸能大賞奨励賞受賞。2020年3月 第70回芸術選奨文部科学大臣賞（大衆芸能部門）受賞。

## 芸歴
- 1968年3月：五代目春風亭柳朝に入門。
- 1970年4月：「朝太郎」で前座。
- 1973年9月：二ツ目昇進、「一朝」と改名。
- 1982年12月：真打昇進。

## 役職
- 2001年10月：理事付役員就任。
- 2006年6月：落語協会理事就任。
- 2010年：理事職を退任。

## 人物
「イッチョウ懸命（一生懸命の“一生”と“一朝”をかけたもの）…（大半はこの後に「頑張ります」などが続く）」がキャッチフレーズ。
五代目春風亭柳朝の総領弟子。師匠柳朝と同じく江戸前噺家である。またNHK大河ドラマ『龍馬伝』をはじめとしたNHKの時代劇ドラマの江戸ことば指導、映画『みをつくし料理帖』の廓言葉の指導も行なった。
柳朝の師匠八代目林家正蔵にとって最初の孫弟子である。実際に、最初に入門を願い出た先は彦六の門であり、彦六は高齢であったうえに当時は林家あとむ（現：三代目八光亭春輔）、林家九蔵（現：三遊亭好楽）の2人が前座の身で、これ以上は面倒が見切れないということから、総領弟子柳朝に頼み、柳朝も快く引き受けたというエピソードがある。ただし、彦六はその後に上蔵（現：三代目桂藤兵衛）、時蔵、正雀を直弟子に採っている（3人はいずれも彦六の死去に伴い、他の弟子門下へ移籍している）。
趣味とする笛は、歌舞伎や落語での囃子を担当する程の名手。妻は歌舞伎役者、五代目片岡市蔵の娘である。
柳家小袁治、林家ぎん平、三遊亭小金馬、林家とんでん平、柳家福治と共に勉強会「あやめ寄席」メンバーだった。

## 演目
- 井戸の茶碗
- 植木のお化け
- 火焔太鼓
- 片棒
- 蛙茶番
- 菊江の仏壇
- 稽古屋
- 黄金餅
- 小言幸兵衛
- 子別れ
- 三方一両損
- 芝居の喧嘩
- 芝浜
- 大工調べ
- 天災
- 転宅
- 唐茄子屋政談
- 中村仲蔵
- 二番煎じ
- 抜け雀
- 鼠穴
- 百年目
- 船徳
- 包丁
- もう半分
- 宿屋の仇討
- 宿屋の富
- 淀五郎

### 廓噺
- 居残り佐平次
- 三枚起請
- 品川心中

## メディア

### CD
- 『寄席囃子』（全2巻、NHKサービスセンター、1994年発売）※落語芸術協会企画だが、笛を担当。
- 『決定版 寄席ばやし』（キングレコード、2003年発売）※笛を担当。
- 『寄席ばやし』（キングレコード、2005年発売）※『決定版…』のジャケット差し替え版。
- 『ミュージックサプリ〜小咄編〜』（コロムビア、2005年発売）※五街道雲助と共に小咄を収録。
- 『新潮落語倶楽部その５　春風亭一朝』（ポニーキャニオン、2011年発売）
- 『春風亭一朝1「朝日名人会」ライヴシリーズ121』（ソニー・ミュージックダイレクト、2017年発売）

### テレビ
- 御法度落語 おなじはなし寄席!（2021年2月20日、BS朝日）「あたま山」
- 笑点（2025年1月1日、日本テレビ） - 一之輔の師匠として師弟大喜利に出演

### 映画
- 二つ目物語（2022年、林家しん平監督、クロスロード）

## 一門弟子

### 真打
- 六代目春風亭柳朝
- 春風亭一之輔
- 春風亭三朝
- 春風亭一左
- 春風亭一蔵
- 春風亭梅朝

### 二ツ目
- 春風一刀
- 春風亭一花
- 春風亭一猿
- 春風亭朝枝

### 色物
- ニックス（漫才）